# Naissance (album)
Pour les articles homonymes, voir Naissance (homonymie).
Albums de Nicole Rieu
Le ciel c'est ici
Naissance est le 1er album studio de Nicole Rieu. L'album est sorti en 1975 chez Barclay. Il est lancé simultanément en France (Barclay - 90060) et au Québec (Barclay - 80238). Il est intégralement réédité en CD dans le coffret Nicole Rieu – Les années Barclay 1974-1979 paru à l'hiver 2018 sous licence "Barclay / Universal - Marianne Mélodie".

## Liste des titres
| No  | Titre                      | Paroles                     | Musique                            | Durée |
| --- | -------------------------- | --------------------------- | ---------------------------------- | ----- |
| 1.  | Introduction               | -                           | Nicole Rieu                        | 1 :18 |
| 2.  | Ma maison au bord de l'eau | Jacques Yvart               | John Farrar                        | 3 :30 |
| 3.  | La maison de sable         | Jacques Demarny             | Patrick Lemaître                   | 2 :36 |
| 4.  | L'enfant qui viendra       | Nicole Rieu                 | Serge Sala                         | 2 :56 |
| 5.  | Let It Be                  | John Lennon, Paul McCartney | John Lennon, Paul McCartney        | 2 :58 |
| 6.  | Naissance                  | Nicole Rieu                 | Serge Sala                         | 2 :28 |
| 7.  | Tout près de l'arbre mort  | Alex Martin                 | Tim Moore                          | 3 :20 |
| 8.  | Je suis                    | Mitzi Bravine               | André Georget, Jean-Pierre Mirouze | 3 :34 |
| 9.  | Et bonjour à toi l'artiste | Pierre Delanoë              | Jeff Barnel                        | 3 :23 |
| 10. | Quand l'homme n'est pas là | Marc Fabien                 | Patrick Lemaître                   | 2 :31 |
| 11. | La mandarine               | Nicole Rieu                 | Nicole Rieu                        | 3 :00 |

## Singles extraits de l'album
- Je suis (avril 1974, version anglaise I Am parue en décembre 1975)
- Et bonjour à toi l'artiste (février 1975, chanson représentant la France au Concours Eurovision de la chanson en 1975)
- La mandarine (février 1975)
- Ma maison au bord de l'eau (septembre 1975)
- Let It Be (décembre 1975)

## Autres informations
- Réalisation : Claude Righi[3]
- Arrangements : Jean Musy, John Fiddy, André Georget (pour Je suis) et Richard Simon (pour Tout près de l'arbre mort)
- Prise de son et mixage : Pierre Dobler
- Photos : Alain Marouani

## Particularité
- La chanson Et bonjour à toi l'artiste est enregistrée par Nicole Rieu en 6 langues différentes : en français, bien sûr, mais aussi en anglais sous le titre Live For Love, en allemand sous le titre Vive l'amour, puis en italien, en espagnol et enfin en japonais. Ces versions en langues étrangères n'apparaissent qu'en format 45 tours.